# Mielichhoferia nana
Mielichhoferia nana là một loài Rêu trong họ Bryaceae. Loài này được (Taylor) Müll. Hal. mô tả khoa học đầu tiên năm 1851.